# Babočka jilmová
Babočka jilmová (Nymphalis polychloros, Linnaeus, 1758) je velký denní motýl z čeledi babočkovitých (Nymphalidae).

## Popis
Tento druh je velký 50–55 mm. Délka předního křída je 2,5 cm.

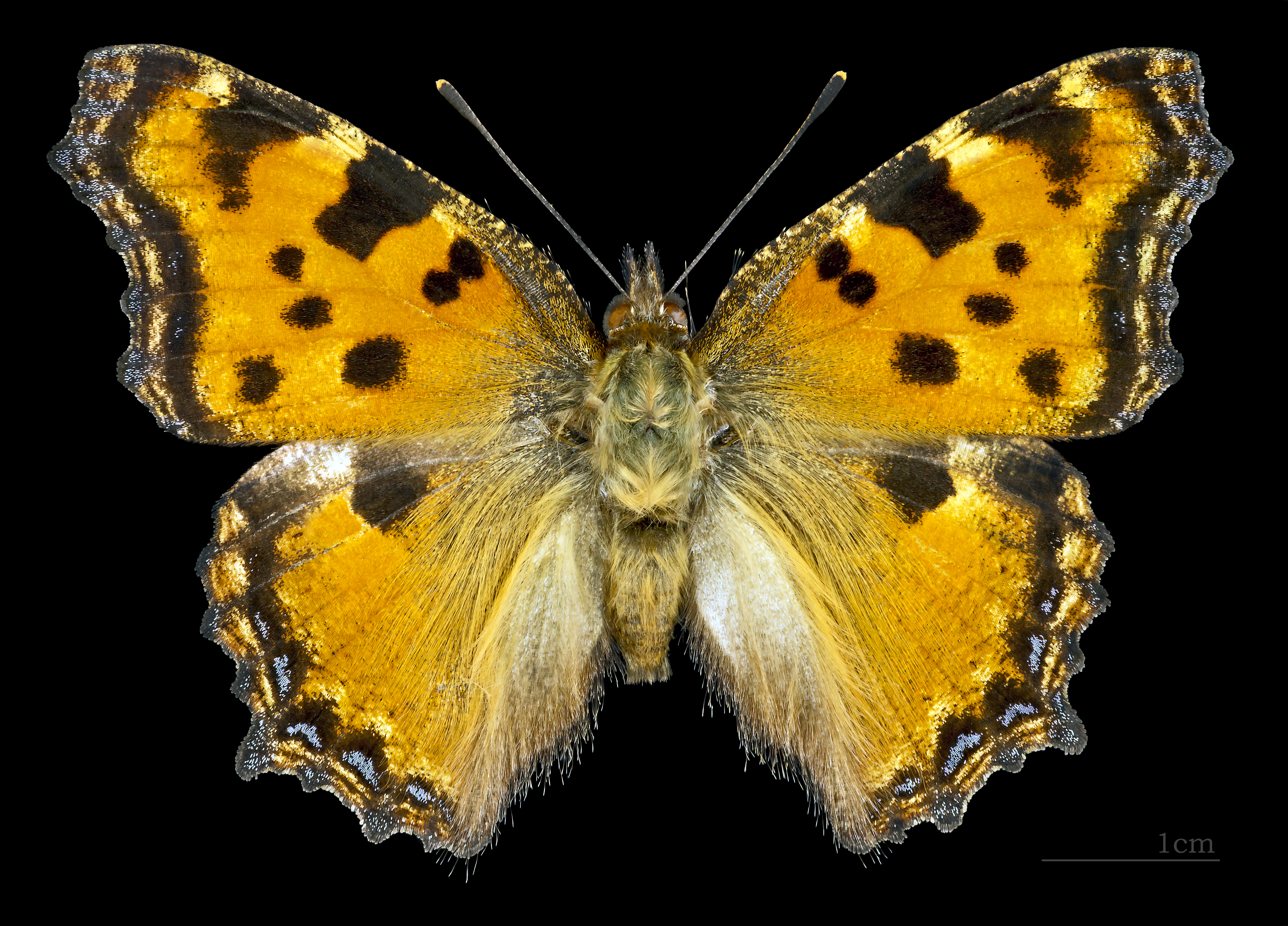
♂
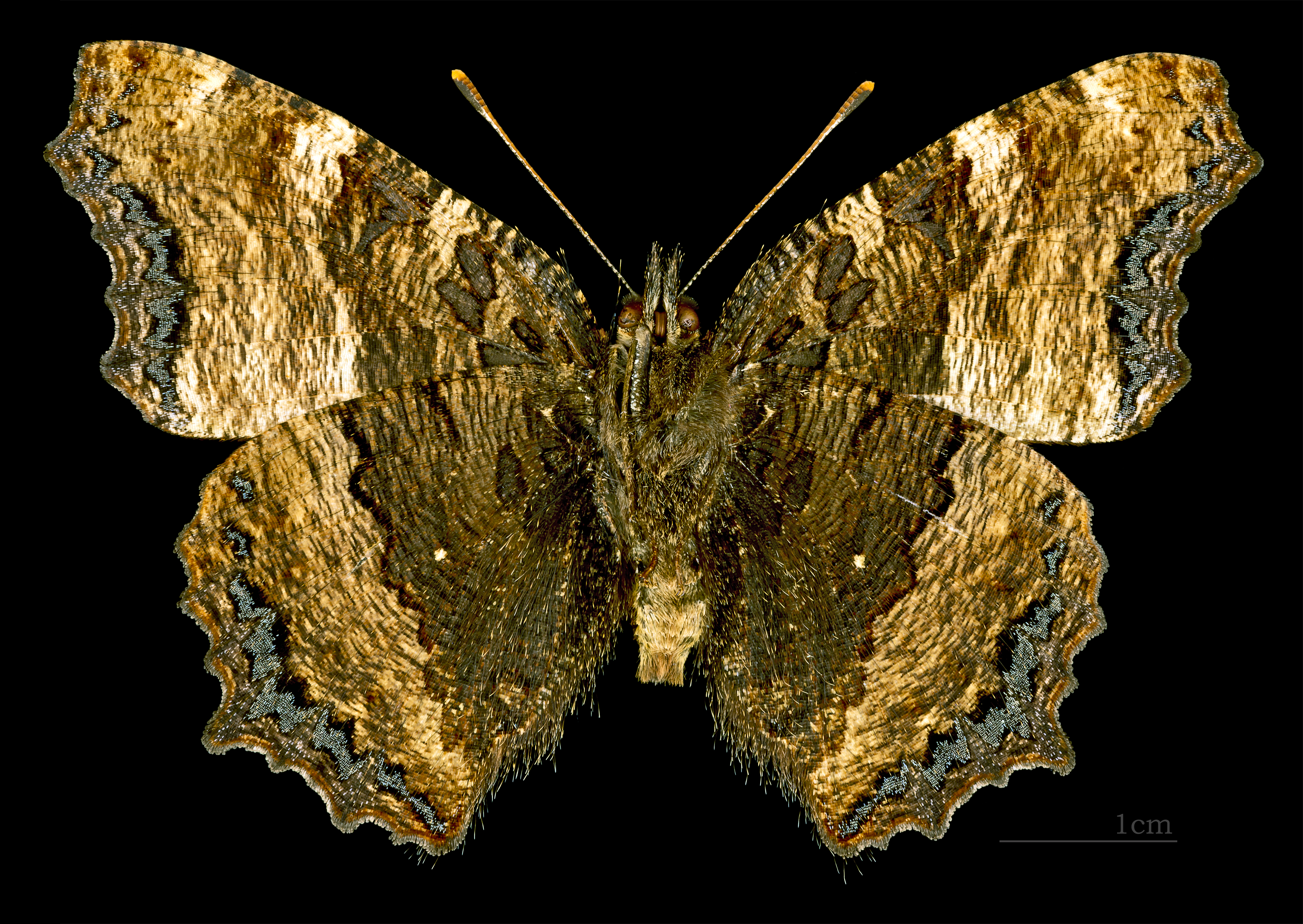
♂ △

## Výskyt
Tento motýl je k nalezení na okrajích lesů a ve volných krajinách.
Vyskytuje se v celé Evropě. Je to jeden z mála motýlů s takovýmto souvislým rozšířením.